# Nicole Saba
Nicole Saba (en arabe : نيكول سابا) ; née le 26 juin 1974) est une chanteuse et actrice libanaise.
De 1998 à 2001, Nicole Saba est une membre du groupe de musique libanaise The 4 Cats. Elle y remplace Rola Bahnam (en). Nicole sort ensuite deux albums avec les 4 Cats, Tic-Tick et Layl Nhar, et tourne 4 clips : « Yanassini », « Kan Ezaman », « Layl Nhar » et « Maba2a Eida ». Après cette première expérience en groupe, elle s lancée dans une carrière de chanteuse solo. Elle sort son premier album en 2004 et joue dans son premier film, sorti en 2003. Elle a également connu le succès avec des rôles dans des films égyptiens.

## Vie privée
Nicole Saba a épousé l'acteur libanais Youssef El Khal le 24 novembre 2011 au restaurant Em Sherif à Ashrafieh, au Liban,, après une relation de 10 ans,. Leur fille Nicole El Khal est née en 2013. La mère de Saba est arménienne.

## Filmographie
- 2003 : El Tagroba Al Denemarkeya (L'Expérience danoise[8],[9])
- 2006 : Tomn Dastet Ashrar
- 2006 : Kesit el Hai El Sha'abi (Histoire du quartier commun[10])
- 2008: La Nuit de Baby Doll (Leilet El-Baby Doll ; ليلة البيبي دول)
- 2008: Missions spéciales (Amaleyat Khasaa ; عمليات خاصة)
- 2009: Al-Saffah[11] (Le Criminel ou Le Tueur en série ; السفاح)
- 2012: Baba (Baba ; بابا)
- 2013: Samir Abou Alneil (Samir le père du Nil ; سمير ابو النيل)

## Discographie
- 2004 : Ya Shaghilny[12]